# کلاکوب
کلاکوب (مشهد)، روستایی از توابع بخش مرکزی شهرستان مشهد در استان خراسان رضوی ایران است.با توجه به آثارهای تاریخی در قبرستان قدیمی قدمت این روستا بسیار زیاد است؛ شغل اصلی مردم محلی کشاورزی،دامداری و باغداری بوده است که محصول حال حاضر این روستا انگور میباشد.از کسانی که به عنوان ساکنین قدیمی روستا شناخته می‌شوند میتوان به سرسالار ،رستمی ،افشار و شریفی اشاره نمود.

## جمعیت
این روستا در دهستان تبادکان قرار دارد و بر اساس سرشماری مرکز آمار ایران در سال ۱۳۸۵، جمعیت آن ۸۴۳ نفر (۲۱۵خانوار) بوده‌است.